# لینکس ایبری
لینکس ایبری (نام علمی: Lynx pardinus) گونه‌ای از گربه‌ایان بومی شبه‌جزیره ایبریا در جنوب غربی اروپا است. در قرن بیستم، جمعیت وشق ایبری به دلیل شکار بی‌رویه، شکار غیرقانونی، گسستگی زیستگاه، و کاهش جمعیت گونه‌های اصلی طعمه آن یعنی خرگوش اروپایی که ناشی از بیماری میکسوماتوز و بیماری خون‌ریزی‌دهنده خرگوش (RHDV) بوده است، کاهش یافته بود.
لینکس ایبری تا قبل از اقدامات حفاظتی ذکر شده، در فهرست سرخ آی‌یوسی‌ان به‌عنوان گونه در معرض خطر قرار گرفته بود. اما افزایش جمعیت آن در سال ۲۰۲۴ به ۲٫۰۲۱ قلاده منجر به طبقه‌بندی مجدد این گونه به‌عنوان آسیب‌پذیر شد.

## تاریخچه
در آغاز قرن بیست و یکم، وشق ایبری در آستانه انقراض بود، زیرا در سال ۲۰۰۲ تنها ۹۴ قلاده در دو زیرجمعیت جدا شده در اندلس زنده مانده بودند. اقدامات حفاظتی از آن زمان به اجرا درآمده است شامل بهبود زیستگاه، احیای خرگوش‌ها و جابجایی می‌شود. معرفی و پایش وشق های ایبری نشان میدهد تا سال ۲۰۱۲، جمعیت به ۳۲۶ قلاده، تا سال ۲۰۲۰ به ۸۵۵ قلاده و به ۱٫۱۱۱ قلاده تا سال ۲۰۲۱ و به ۱۶۶۸ قلاده تا ماه می ۲۰۲۳ افزایش یافته است. سیاه‌گوش ایبری یک گونه تک‌نماد است و تصور می‌شود که از سیاهگوش issiodorensis تکامل یافته است.